# St Pauls
St. Pauls est une ville américaine située dans le comté de Robeson en Caroline du Nord. En 2010, sa population était de 2 035 habitants.

## Démographie
| 1910 | 1920  | 1930  | 1940  | 1950  | 1960  |
| ---- | ----- | ----- | ----- | ----- | ----- |
| 419  | 1 147 | 2 080 | 1 923 | 2 251 | 2 249 |

| 1970  | 1980  | 1990  | 2000  | 2010  | - |
| ----- | ----- | ----- | ----- | ----- | - |
| 2 011 | 1 639 | 1 992 | 2 137 | 2 035 | - |

## Traduction
- (en) Cet article est partiellement ou en totalité issu de l’article de Wikipédia en anglais intitulé « St. Pauls, North Carolina » (voir la liste des auteurs).